# Ahmasaari (ö i Lappland, Norra Lappland, lat 69,05, long 27,97)
Ahmasaari, nordsamiska: Keeđhisuálui, är en ö i Finland. Den ligger i sjön Enare träsk och i kommunen Enare i den ekonomiska regionen Norra Lappland och landskapet Lappland, i den norra delen av landet, 1 000 km norr om huvudstaden Helsingfors. Öns area är 22,5 hektar och dess största längd är 1 kilometer i sydöst-nordvästlig riktning.